# Hoplobunus oaxacensis
Hoplobunus oaxacensis is een hooiwagen uit de familie Stygnopsidae.